# Comité technique d'établissement
Pour les articles homonymes, voir CTE.
En France, un comité technique d'établissement (CTE) est une instance représentative des fonctionnaires relevant de la fonction publique hospitalière, au sein de l'établissement dans lequel ils travaillent. Il existe des comités techniques d'établissement au sein des établissements publics de santé et des établissements publics sociaux et médico-sociaux.

## Histoire et textes
Les comités techniques d'établissement ont remplacé les comités techniques paritaires en deux temps :
- pour les établissements publics de santé, par la loi de réforme hospitalière du 31 juillet 1991[1] ;
- pour les établissements publics sociaux ou médico-sociaux, par la loi no 2002-2 du 2 janvier 2002 portant rénovation de l'action sociale et médico-sociale.

Les comités techniques d'établissement sont actuellement soumis :
- pour les établissements publics de santé, à l'article L.6144-4 aux articles R.6144-40 à R.6144-85 du code de la santé publique ;
- pour les établissements publics sociaux et médico-sociaux, à l'article L.315-13 et aux articles R.315-27 à R.315-66 du code de l'action sociale et des familles.

## Composition et fonctionnement
Le comité technique d'établissement est présidé par le directeur de l'établissement, qui peut se faire assister de collaborateurs, membres de l'équipe de direction, qui ont alors voix consultative.
Le nombre de représentants du personnel dépend de l'effectif de l'établissement, comme indiqué dans les tableaux ci-dessous.
Pour les établissements de santé :
| Effectif de l’établissement | Nombre de représentants titulaires | Nombre de représentants suppléants |
| --------------------------- | ---------------------------------- | ---------------------------------- |
| Moins de 50 agents          | 3                                  | 3                                  |
| De 50 à 99 agents           | 4                                  | 4                                  |
| De 100 à 299 agents         | 6                                  | 6                                  |
| De 300 à 499 agents         | 8                                  | 8                                  |
| De 500 à 999 agents         | 10                                 | 10                                 |
| De 1000 à 1999 agents       | 12                                 | 12                                 |
| Plus de 2 000 agents        | 15                                 | 15                                 |

Pour les établissements sociaux et médico-sociaux :
| Effectif de l’établissement | Nombre de représentants titulaires | Nombre de représentants suppléants |
| --------------------------- | ---------------------------------- | ---------------------------------- |
| Moins de 50 agents          | 3                                  | 3                                  |
| De 50 à 99 agents           | 4                                  | 4                                  |
| De 100 à 299 agents         | 6                                  | 6                                  |
| De 300 à 499 agents         | 8                                  | 8                                  |
| 500 agents et plus          | 10                                 | 10                                 |

Initialement, les représentants du personnel étaient répartis en trois collèges (catégories A, B ou C) et ce n'est que dans les plus petits établissements qu'il pouvait y avoir un seul collège. Le scrutin était à deux tours et, au premier, seules les organisations syndicales représentatives pouvaient présenter des listes de candidats. Les membres de l'instance étaient élus pour trois ans, au sein de chaque collège, au scrutin proportionnel à la plus forte moyenne. Chaque membre était pourvu d'un suppléant.
Le mode de scrutin a été modifié en profondeur, en 2011, à la suite des accords de Bercy : toute organisation syndicales de fonctionnaires, légalement constituée depuis au moins deux ans, peut présenter une liste de candidature et le scrutin est à un seul. Les collèges électoraux ont été supprimés en 2014.
Dans les établissements publics de santé, un membre du comité technique d'établissement assiste avec voix consultative aux séances de la commission médicale d'établissement (CME) et vice-versa.
Depuis la réforme de 2005, les établissements publics de santé peuvent constituer un comité d'établissement réunissant les membres du CTE et de la CME pour examiner les questions qui doivent être soumises à chacun des organes.

## Rôles
Le comité technique d'établissement n'a qu'un rôle consultatif, mais il peut émettre des vœux auxquels le directeur de l'établissement doit répondre dans un délai de deux mois.
Le CTE est consulté sur, :
- un certain nombre de textes stratégiques comme le projet d'établissement ou les programmes d'investissement, ou encore, dans les établissements publics de santé, le contrat pluriannuel d'objectifs et de moyens ;
- le budget pour les établissements sociaux ou médico-sociaux, l'état des prévisions de recettes et de dépenses pour les établissements de santé, les comptes, le tableau des effectifs du personnel ;
- l'organisation interne (création, transformation, suppression de services ou de pôles d'activités) ;
- dans les établissements publics de santé, si nécessaire, le plan de redressement ;
- dans les établissements publics de santé, certaines opérations de gestion ou de disposition des biens ;
- les conditions de travail du personnel et notamment les incidences des actions de modernisation des méthodes ou équipements de travail ;
- les règles d'emploi du personnel, dans la mesure où la loi et le règlement n'y ont pas pourvu ;
- la répartition des primes ;
- la politique sociale et le bilan social de l'établissement ;
- le plan de formation du personnel ;
- la participation aux actions de coopération et de coordination ;
- les conventions hospitalo-universitaires ;
- le règlement intérieur de l'établissement.